# Batrichthys albofasciatus
Batrichthys albofasciatus är en fiskart som beskrevs av Smith, 1934. Batrichthys albofasciatus ingår i släktet Batrichthys och familjen paddfiskar. Inga underarter finns listade.